# Gheorghe Ivan
Gheorghe Ivan (n. 15 octombrie 1943, d. august 2007) a fost un senator român în legislatura 1990-1992 ales în județul Hunedoara pe listele partidului FSN. Gheorghe Ivan a demisionat pe data de 12 mai 1992. În cadrul activității sale parlamentare, Gheorghe Ivan a fost membru în grupurile parlamentare de prietenie cu Mongolia, Australia, Republica Italiană, Regatul Spaniei, Japonia, Republica Libaneză. 
În perioada mai 1992 - februarie 1993, Gheorghe Ivan a fost prefect de Hunedoara. A decedat în august 2007.